# Mnais yunosukei
Mnais yunosukei – gatunek ważki z rodziny świteziankowatych (Calopterygidae). Występuje w północno-zachodniej Tajlandii; możliwe że także na przyległym obszarze Mjanmy, choć nie zostało to jeszcze potwierdzone.